# Las Rosas (delstaten Mexiko)
Las Rosas är en ort i kommunen San José del Rincón i delstaten Mexiko i Mexiko. Samhället hade 1 726 invånare vid folkräkningen 2020.